# كارين لوملي
كارين إليزابيث لوملي (28 مارس 1964) هي سياسية في حزب المحافظين في إنجلترا. تم انتخابها عضوًا في البرلمان (MP) عن ريديتش في ورشستر في الانتخابات العامة في مايو 2010، عندما هزمت وزيرة الداخلية السابقة جاكي سميث. استقالت في الانتخابات العامة في يونيو 2017.

## سيرة
وُلدت لوملي في بارنسلي، لكنها نشأت في مقاطعة وارويكشاير في بلدة رجبي. كان تعليمها المبكر في مدرسة الرجبي الثانوية للبنات، وبعد ذلك في كلية إيست وارويكشاير.
منذ أن أصبحت نائبة في البرلمان، عاشت في منطقة بروكهيل في ريديتش. وهي متزوجة من عالم الجيولوجيا ريتشارد لوملي ولديها طفلان.

## الحياة السياسية
كانت لوملي نائب رئيس «حزب المحافظين الشباب الويلزيين» من العام 1986 إلى العام 1987، وزعيمة مجموعة مقاطعة ريكسهام مايلور من العام 1991 إلى العام 1996. عملت أيضًا في مجلس مقاطعة كلويد بين الأعوام 1993 و1996، وفي مجلس ريديتش بورو من 2001 إلى 2003.
كانت واحدة من 175 عضوا بالبرلمان الذين صوتوا ضد قانون الزواج (الأزواج من نفس الجنس) لعام 2013 في مارس 2013 الذي شرع الزواج من نفس الجنس في إنجلترا وويلز.
لم تنجح في التنافس على دائرة ديلين الانتخابية في العام 1997 وعلى مستوى الجمعية الوطنية في العام 1999. تنافست دون جدوى على دائرة ريديتش قبل أن تحصل على المقعد في الانتخابات العامة لعام 2010، وهزمت وزيرة الداخلية العمالية السابقة جاكي سميث.
قالت إنها بينما تدعم الشراكات المدنية، شعرت أن مشروع القانون سيعيد تعريف معنى الزواج، وأن قرارها سيدعمه غالبية ناخبيها. شغلت لوملي مقعدها في انتخابات مايو 2015 .